# Estádio do Pacaembu
Estádio do Pacaembu (wym. [isˈtadʒiu du pakaẽˈbu]) – stadion piłkarski w São Paulo (Brazylia), na którym swoje mecze rozgrywał klub Corinthians Paulista. Stadion położony jest w dzielnicy Pacaembu.

## Historia
27 kwietnia 1940 – otwarcie stadionu, maksymalna pojemność wynosi 60 000. Pierwszy mecz: Palestra Itália 6-2 Coritiba. Pierwsza bramka: zawodnik Coritiba Zequinha. Zaraz po tym meczu odbywa się kolejny pomiędzy Corinthians Paulista a Atlético Mineiro i kończy się zwycięstwem Corinthians 4:2. Oba mecze były rozgrywkami Taça Cidade de São Paulo (puchar São Paulo)
4 maja 1940 – finał Taça Cidade de São Paulo pomiędzy Palestra Itália i Corinthians Paulista, zakończony zwycięstwem Palestra Italia 2:1, stając się pierwszym klubem zdobywającym puchar na tym stadionie.
24 maja 1942 – rekord frekwencji – 71 281 na meczu pomiędzy São Paulo FC – Corinthians Paulista zakończonym remisem 3:3.
20 września 1942 – Palestra Itália rozgrywa pierwszy mecz, z nową nazwą SE Palmeiras.
1945 – najwyższy wynik w historii stadionu, São Paulo FC wygrywa 12:1 z Jabaquara.
25 czerwca – 16 lipca 1950 – stadion gości uczestników mistrzostw świata w piłce nożnej.
1958 – rozbudowa stadionu
1970 – kolejna rozbudowa
2007 – renowacja stadionu

## Mistrzostwa Świata w Piłce Nożnej 1950
- 25 czerwca 1950 –  Szwecja 3:2  Włochy – grupa 3
- 28 czerwca 1950 –  Brazylia 2:2  Szwajcaria – grupa 1
- 2 lipca 1950 –  Włochy 2:0  Paragwaj – grupa 3
- 9 lipca 1950 –  Urugwaj 2:2  Hiszpania – półfinał
- 13 lipca 1950 –  Urugwaj 3:2  Szwecja – półfinał
- 16 lipca 1950 –  Szwecja 3:1  Hiszpania– mecz o 3. miejsce